# Bara
För andra betydelser, se Bara (olika betydelser).
Bara är en tätort i norra delen av Svedala kommun i Skåne län, omkring 12 kilometer öster om centrala Malmö.

## Historia
Den ursprungliga byn raderades helt ut 1814–1815 under enskiftet, då samtliga ingående gårdar utflyttades. Bara kyrka ligger norr om tätorten tillsammans med den gamla prästgården. Den nuvarande tätorten Bara började byggas 1964 söder om kyrkan invid de hus och gårdar som tidigare utgjorde byn Värby.

### Befolkningsutveckling
| Befolkningsutvecklingen i Bara 1970–2023 | Befolkningsutvecklingen i Bara 1970–2023 | Befolkningsutvecklingen i Bara 1970–2023 | Befolkningsutvecklingen i Bara 1970–2023 | Befolkningsutvecklingen i Bara 1970–2023 |
| ---------------------------------------- | ---------------------------------------- | ---------------------------------------- | ---------------------------------------- | ---------------------------------------- |
|                                          |                                          |                                          |                                          |                                          |
| År                                       |                                          |                                          | Folkmängd                                | Areal (ha)                               |
| 1970                                     | 1970                                     |                                          | 1 460                                    |                                          |
| 1975                                     | 1975                                     |                                          | 2 764                                    |                                          |
| 1980                                     | 1980                                     |                                          | 3 233                                    |                                          |
| 1990                                     | 1990                                     |                                          | 3 425                                    | 149                                      |
| 1995                                     | 1995                                     |                                          | 3 465                                    | 153                                      |
| 2000                                     | 2000                                     |                                          | 3 289                                    | 153                                      |
| 2005                                     | 2005                                     |                                          | 3 270                                    | 155                                      |
| 2010                                     | 2010                                     |                                          | 3 444                                    | 164                                      |
| 2015                                     | 2015                                     |                                          | 3 743                                    | 176                                      |
| 2020                                     | 2020                                     |                                          | 4 310                                    | 208                                      |
| 2023                                     | 2023                                     |                                          | 4 656                                    | 218                                      |
| Anm.: Ny tätort 1970                     |                                          |                                          |                                          |                                          |

Före 1970 var Bara inte en tätort.

## Samhället
I Bara finns livsmedelsaffärer, snabbmat, hälso- och kulturutbud i form av tandläkare, ICA, vårdcentral och bibliotek, tandläkare, apotek samt utomhusbad och fastighetsmäklare.  
Bara har två grundskolor (Spångholmsskolan och Baraskolan) och fyra förskolor. 
I oktober 2009 började idén om att bygga ut och förnya centrala Bara ta form under projektnamnet "Nya Bara." Idén består kortfattat av "satsningar på bostäder, en helt ny stadsbild, kommersiella lokaler, servicefunktioner, ny infrastruktur och spektakulära fritidsattraktioner. I december 2010 invigdes en ny multisporthall (Kuben) som en del av det här projektet. Det har sedan dess byggts 60 hyresrätter i det så kallade "Nya Bara" och sammanlagt planeras det över 1000 hyres- och bostadsrätter samt villor.[källa behövs] Projektet utförs av PEAB.

## Sport
Bara GIF grundades 1966, endast ett par år efter att det moderna Bara började ta sin form, först som en gymnastikförening. I början av 70-talet startades fotbollen. Klubben omfattades endast av ett lag, där alla fotbollsintresserade ungdomar spelade. När orten byggdes ut ökade också mängden lag inom fotbollen, samt det startades flera sektioner såsom miniracing, volleyboll, handboll och pingis. Numera är det bara fotbollen som har tävlingsverksamhet. Fotbollen håller numera till i division 5. Klubben omfattas idag (2019) av ca 400 medlemmar.
Den anrika brottarklubben BK Banér (grundad 1932) med säte i Klågerup, bedriver sedan 70-talet också träning i Bara.
Bara Friidrottsklubben bildades och drog i gång sin verksamhet under sommaren 2016 och är ansluten till Svenska Friidrottsförbundet. Föreningen bedriver träningsverksamhet framförallt för barn i åldrar från 3 till ca 14 år men har idag (jan 2021) även tre grupper där vuxna trännar själva eller tillsammans med barn.
Söder om tätorten driver företaget PGA National Sweden två 18-hålsgolfbanor och ett hotell. Den 12 juni 2009 invigdes den första banan av Annika Sörenstam.